# Gašpar Pilat
Gašpar Pilat, slovenski rimskokatoliški duhovnik in ustanovitelj dijaških štipendij, * (?) 1644, Vrhpolje pri Vipavi, † 28. julij 1706, Prevalje.

## Življenje in delo
Bil je mlajši brat duhovnika Jakoba Pilata. Vse podrobnosti iz življenja Gašparja Pilata niso znane. Od leta 1672 je bil župnik v Dobrli vasi na Koroškem, od junija 1678 do smrti pa župnik v župnijski cerkvi Device Marije na Prevaljah; istočasno pa je bil tudi generalni vikar za Podjunsko dolino. Leta 1699 je v Celovcu založil 4.000 goldinarjev in določil naj se z obrestmi v znesku 200 goldinarjev vzdržujejo trije dijaki. Dne 1. januarja 1700 pa je podpisal listino o »večni ustanovi« ali štipendijah za tri dijake v nadvojvodskem jezuitskem kolegiju v Celovcu. Te štipendije so ostale vse do 1. svetovne vojne.